# Dekanat San Basilio (archidiecezja Cartagena de Indias)
Dekanat San Basilio – jeden z 11 dekanatów rzymskokatolickiej archidiecezji Cartagena de Indias w Kolumbii. 
Według stanu na styczeń 2017 w skład dekanatu San Basilio wchodziło 10 parafii rzymskokatolickich. Urząd dziekana sprawował wówczas John Lawrence Mahony. 

## Lista parafii
Źródło:
| Lp. | Miejscowość  | Parafia                                                 | Grafika | Kościół                                                               | Adres                                       | Proboszcz                        |
| --- | ------------ | ------------------------------------------------------- | ------- | --------------------------------------------------------------------- | ------------------------------------------- | -------------------------------- |
| 1   | Mahates      | Parafia św. Rocha                                       |         | Kościół św. Rocha w Mahates                                           | La Vera 33A # 18-22. Mahates                | ks. Antoine St- Hilaire, OMI     |
| 2   | Malagana     | Parafia św. Marka                                       |         | Kościół św. Marka w Malagana                                          | Cll 12, 12-29. Malagana                     | ks. Darwin Edgardo Barraza, OMI  |
| 3   | Marialabaja  | Parafia Niepokalanego Poczęcia Najświętszej Maryi Panny |         | Kościół Niepokalanego Poczęcia Najświętszej Maryi Panny w Marialabaja | Plaza Principal, Marialabaja                | ks. John Mahony                  |
| 4   | San Cayetano | Parafia św. Kajetana                                    |         | Kościół św. Kajetana w San Cayetano                                   | Plaza Principal, San Cayetano               | ks. Darwin Edgardo Barraza, OMI  |
| 5   | Arjona       | Parafia Matki Bożej Gromnicznej                         |         | Kościół Matki Bożej Gromnicznej w Arjona                              | Plaza Principal Cll 51 # 38-66.Arjona       | ks. Luis Andrés Romero           |
| 6   | Arjona       | Parafia św. Józefa Robotnika                            |         | Kościół św. Józefa Robotnika w Arjona                                 | Cll 49 # 50-37, Barrio Turbaquito, Arjona   | ks. Fredy Márquez Maza, OC       |
| 7   | Turbaco      | Parafia św. Katarzyny                                   |         | Kościół św. Katarzyny w Turbaco                                       | Plaza Principal Cr 7ª # 18-06, Turbaco      | ks. Rubén Darío Goéz Durango     |
| 8   | Turbaco      | Parafia Świętych Apostołów Piotra i Pawła               |         | Kościół Świętych Apostołów Piotra i Pawła w Turbaco                   | Sector San Pedro, Vía Turbana               | ks. Alexander Peñate García      |
| 9   | Turbaco      | Parafia św. Franciszka Ksawerego                        |         | Kościół św. Franciszka Ksawerego w Turbaco                            | Barrio Paraíso Sector Los Cámbulos, Turbaco | ks. Dionisio Navarro Hidalgo     |
| 10  | Turbana      | Parafia św. Antoniego Padewskiego                       |         | Kościół św. Antoniego Padewskiego w Turbana                           | Cra 13 # 12-05 – Plaza Principal, Turbana   | ks. Jairo Alonso Álvarez Salcedo |